# Zoia Ceaușescu
Zoia Ceaușescu (Pronunciació romanesa: [ˈzoja tʃe̯un.uˈʃesku], 28 febrer 1949 – 20 novembre 2006) va ser una matemàtica romanesa, filla del dirigent Comunista Nicolae Ceaușescu i la seva muller, Elena Ceaușescu.

## Biografia
Va estudiar a Institut nr. 24 (ara Institut Jean Monnet) de Bucarest, acabant l'any 1966. Llavors va continuar els seus estudis a la Facultat de Matemàtiques de la Universitat de Bucarest. Després de completar el seu doctorat en matemàtiques, va treballar com a investigadora a l'Institut de Matemàtiques de l'Acadèmia Romanesa de Bucarest. El seu camp d'especialització va ser anàlisi funcional. Presumptament, els seus pares no eren feliços amb l'elecció de la seva filla de fer recerca en matemàtiques, així que van tancar l'Institut l'any 1975. Llavors, va començar a treballar a l'Institutul pentru Creație Științifică și Tehnică (INCREST, Institut per a la Creativitat Científica i Tècnica), on finalment va fundar i encapçalar un nou departament de matemàtiques. L'any 1976, Ceausesca va rebre el Premi Simion Stoilow per les seves contribucions excepcionals en les ciències matemàtiques.
Es va casar l'any 1980 amb Mircea Oprean, un enginyer i professor al Universitat Politècnica de Bucarest.
Durant la Revolució romanesa, el 24 de desembre de 1989 va ser arrestada per "soscavar l'economia Romanesa" i va ser alliberada vuit mesos més tard, el 18 d'agost de 1990. Després de ser alliberada, va provar sense sort de retornar a la seva feina anterior a INCREST, llavors es va rendir i es va retirar. Després de la revolució, alguns diaris van informar que havia estat vivint una vida salvatge, sovint èbria i amb molts amants.
Després que els seus pares fossin executats, el nou govern va confiscar la casa on ella i el seu marit vivien (la casa va ser posteriorment utilitzada com a prova d'una riquesa presumptament creada a base de robatoris), així que va haver de viure amb amics.
Després de la revolució que va destituir els seus pares, Zoia va informar que quan els seus pares estaven al poder, la seva mare li havia demanat a Securitate que vigilessin els seus fills, potser ella creia, per pur "sentit d'amor". Els agents de Securitate "no podien tocar" els infants segons va dir, però la informació de què disposaven generaven molts problemes als fills. També va remarcar que aquell poder tenia un "efecte destructiu" en el seu pare i que "va perdre el seu sentit de judici".
Zoia Ceaușescu creia que els seus pares no van ser enterrats en Cementiri de Ghencea; va intentar tenir les seves restes exhumades, però un tribunal militar va rebutjar la seva petició.
Zoia era una àvida fumadora. Va morir de càncer de pulmó l'any 2006, a l'edat de 57 anys.